# 莱昂·希埃科

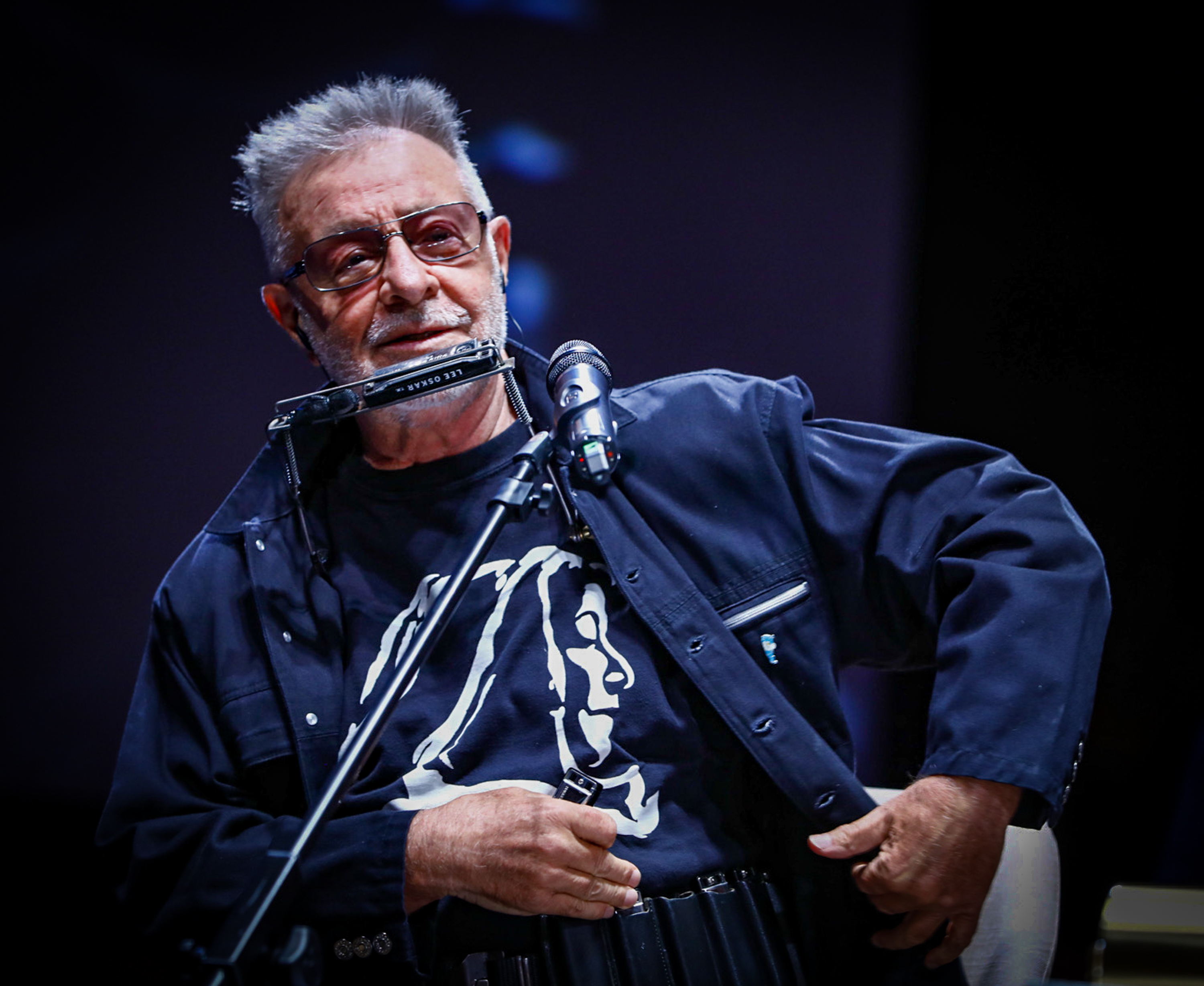
莱昂·希埃科

劳尔·阿尔贝托·安东尼奥·希埃科（Raúl Alberto Antonio Gieco，1951年11月20日—），生于阿根廷圣菲省坎涅亚达罗斯金，是一位阿根廷民谣摇滚音乐人，也是位作曲家、口译员。他的音乐融合了阿根廷民俗元素与阿根廷早期摇滚乐，且歌词含有社会与政治意涵，因此有人曾称他是“阿根廷的鲍勃·迪伦”。